# Herbéviller
Herbéviller é uma comuna francesa na região administrativa de Grande Leste, no departamento de Meurthe-et-Moselle. Estende-se por uma área de 8,12 km². Em 2010 a comuna tinha 241 habitantes (densidade: 29,7 hab./km²).